# Leslie, il mio nome è il male
Leslie, il mio nome è il male (Leslie, My Name Is Evil) è un film del 2009 diretto da Reginald Harkema.

## Trama
Un giovane chimico di nome Perry viene chiamato a far parte della giuria popolare al processo ad alcuni componenti della Famiglia Manson colpevoli di una serie di eccidi compiuti a Hollywood e dintorni nel 1969. Durante il processo si invaghisce di Leslie, una delle accusate.

## Produzione
Il film è stato girato a Toronto in Ontario, Canada.